# Lamikhal
Lamikhal (nepalski: लामिखाल) – gaun wikas samiti w zachodniej części Nepalu w strefie Seti w dystrykcie Doti. Według nepalskiego spisu powszechnego z 2001 roku liczył on 812 gospodarstw domowych i 4 074 mieszkańców (2 192 kobiet i 1 882 mężczyzn).